# Landkreis Schönebeck
Landkreis Schönebeck is een voormalig district (Landkreis) in de Duitse deelstaat Saksen-Anhalt. Het had een oppervlakte van 460,51 km² en een inwoneraantal van 72.886 (31-05-2005).

## Steden
De volgende steden liggen in het district:
- Calbe (Saale)
- Barby (Elbe)
- Schönebeck (Elbe)